# Discographie des Petits Chanteurs d'Asnières
Les Petits chanteurs d'Asnières, actuellement connus sous le nom officiel de Petits chanteurs d'Asnières et les Poppys est une chorale française, créée en 1946 à Asnières-sur-Seine, dans le département des Hauts-de-Seine par Jean Amoureux.
Le chœur a évolué sous plusieurs noms depuis sa création et a permis de créer divers groupes.

## Filmographie et bandes originales

### Années 1960
- 1961 Poly : bande originale.
  - Si vous passez par la vallée
  - La caille et la biche
  - Le rêve de Pascal
- 1966 Au secours Poly, au secours ! : bande originale.
  - Au secours Poly, au secours !
  - Quand Poly passait par là
  - Va Poly, va mon cheval
  - Le pêcheur et le poisson
- 1967 Poly et le diamant noir : bande originale[1].
  - La chanson de Pierrot
  - Vive les vacances
  - Poly s'en va Poly revient
  - Le secret du Bonheur
- 1969 Au service secret de Sa Majesté (film) : dans la bande-Originale française de ce James Bond ils chantent avec Isabelle Aubret :
  - Savez-vous ce qu'il faut au sapin de Noël
- 1969 Pépin la bulle :  2 min 06 s par Jean-Jacques Gallard, alors soliste de la chorale des Petits Chanteurs d'Asnières et futur membre des Poppys[2]
  - Pépin la bulle
- 1969 Sébastien parmi les hommes : générique interprété par Bruno Polius, alors soliste de la chorale des Petits Chanteurs d'Asnières et futur Poppys.
  - L'oiseau

### Années 1970
- 1970 Valparaiso, Valparaiso : en 1970, Les Petits Chanteurs participent au film de Pascal Aubier Valparaiso, Valparaiso ; dans une scène ils chantent:
  - My Bonnie Lies over the Ocean.
- 1972 Poly en Espagne
  - Qui peut dire où va le vent
  - Le poisson d'or
  - Les clowns
- 1977 Les Aventures de Bernard et Bianca : bande originale.
- 1977 Peter et Elliott le dragon : 1er doublage du long-métrage de Walt Disney sur le titre Y'a du Bonheur (3 min 54 s)(1978)

### Années 1980
- 1980 Astro, le petit robot : série d’animation, générique de la version québécoise.
- 1983 Wattoo Wattoo : Interprété par Sébastien et les Enfants d'Asnières
  - Wattoo Wattoo 2 min 40 s[3]
- 1983 Abbacadabra : une comédie musicale qui a entre autres été diffusée en 11 épisodes en décembre 1983.
  - 12 Chansons + 2 en bonus sur le CD.
- 1983 La fusée de Noé : suite de la comédie musicale Abacadabra qui a aussi été diffusée en 10 épisodes en décembre 1983.
  - 11 Chansons
- 1986 Princesse Saphir
  - Princesse Saphir par Marie Mercier et les petits chanteurs d'Asnières[4]
- 1988 Oliver et Compagnie
  - Bonne Compagnie (2 min 31 s) Interprétée par Linh Rateau des Petits Chanteurs d'Asnières

### Années 1990
- 1991 Hook ou la Revanche du Capitaine Crochet : Les Petits chanteurs d'Asnières ont interprété la bande originale en français, en compagnie de Julie R. bande originale francophone.(1992)
- 1995 Les Anges Gardiens
  - Oh doux Jésus
- 1999 C'est pas ma faute ! : bande originale.
  - Je rêve d'un pays (version longue) (03:30)*
  - Je rêve d'un pays (version courte) (01:11)* Chanté par : Jhos Lican, Thomas Coste, Pierre-Yann Messager des (Petits Chanteurs d'Asnières) Accompagnés de : Samia Ben Chaffi, Ninon Desplat et Alvise.

### Années 2000
- 2001 Peter Pan 2 : Retour au Pays imaginaire  - Return to Never Land
  - 4 Pour Être l’Un de Nous 2 min 01 s Interprétée par Noémie Orphelin, Mattias Mella, Hervé Rey et les Petits Chanteurs d’Asnières
- 2003 Gala 2003
  - Concert filmé au grand théâtre d'Asnières 1re partie 16 titres, 2e partie 18 titres, disponible en DVD chez remivalais-production.com
- 2004 Gala 2004
  - Concert filmé au grand théâtre d'Asnières 1re partie 14 titres, 2e partie 15 titres, disponible en DVD chez remivalais-production.com
- 2005 Gala 2005
  - Concert filmé au grand théâtre d'Asnières 1re partie 13 titres, 2e partie 14 titres, disponible en DVD chez remivalais-production.com
- 2006 Gala 2006 "1946 2006, 60 ans déjà"
  - Concert filmé au grand théâtre d'Asnières 37 titres, disponible en DVD chez remivalais-production.com
- 2007 Gala 2007
  - Concert filmé au grand théâtre d'Asnières 1re partie 12 titres, 2e partie 14 titres, disponible en DVD chez remivalais-production.com
- 2008 Petit Amadeus série d’animation
  - Petit Amadeus
- 2008 Gala 2008
  - Concert filmé au grand théâtre d'Asnières 1re partie 13 titres, 2e partie 20 titres, disponible en DVD chez remivalais-production.com
- 2009 Tournée 2009, Bretagne et Vendée
  - Concert filmé en tournée 1re partie 11 titres, 2e partie 11 titres, disponible en DVD chez remivalais-production.com
- 2009 Hommage à Jean
  - l'association "Les Petits Chanteurs d'Asnières ouvre sa boite à souvenirs, pour rendre hommage à cet homme qui a consacré sa vie aux enfants et à la musique, Jean Amoureux. Disponible en DVD chez remivalais-production.com
- 2009 Gala 2009
  - Concert filmé au grand théâtre d'Asnières 1re partie 15 titres, 2e partie 19 titres, disponible en DVD chez remivalais-production.com

Références DVD 
- 2009 Arthur et la vengeance de Maltazard Bande originale
  - 02. Poker Face

### Années 2010
- 2010 Gala 2010
  - Concert filmé au grand théâtre d'Asnières 1re partie 16 titres, 2e partie 18 titres, disponible en DVD chez remivalais-production.com
- 2011 La Mécanique du Cœur
- 2013 Tournage du Clip Blessé en hommage aux disparus et blessés de l'armée.

## En duo et en chœur ...
Ils enregistrent et chantent en duo et en chœur avec les plus grands noms de la chanson tels que :  ... pour voir la liste cliquez sur [afficher]

## Récompenses

### LesPetits Chanteurs d'Asnières
- 1963, 1965 : Ange d'Or des chorales, décerné par Radio Luxembourg.

### 1971Les Poppys
- Disque d'or pour Isabelle, je t'aime (500 000 exemplaires)
- Disque d'or pour Jésus révolution interprété par Bruno Polius et Olivier Antignac
- Deux Disques d'or (1 en France et 1 aux Pays-Bas) pour Non, non, rien n'a changé (1 200 000 exemplaires),

### 1983Abbacadabra
- Disque d'or pour L'enfant Do, interprété par Stéphane Le Navellan, soliste de la comédie musicale Abbacadabra.
- Disque d'argent pour Belle.

### 1988 Les Petits Chanteurs d'Asnières en Île-de-France, Les Poppys
- 1988 : Disque d'or pour Il faudra leur dire avec Francis Cabrel.